# Tomas Pačėsas
Tomas Pačėsas (né le 11 novembre 1971 à Kaunas en Lituanie) est un ancien joueur lituanien et actuellement entraîneur de basket-ball.

## Palmarès
- Médaille de bronze aux Jeux olympiques 1996